# 국제임업연구기관연맹

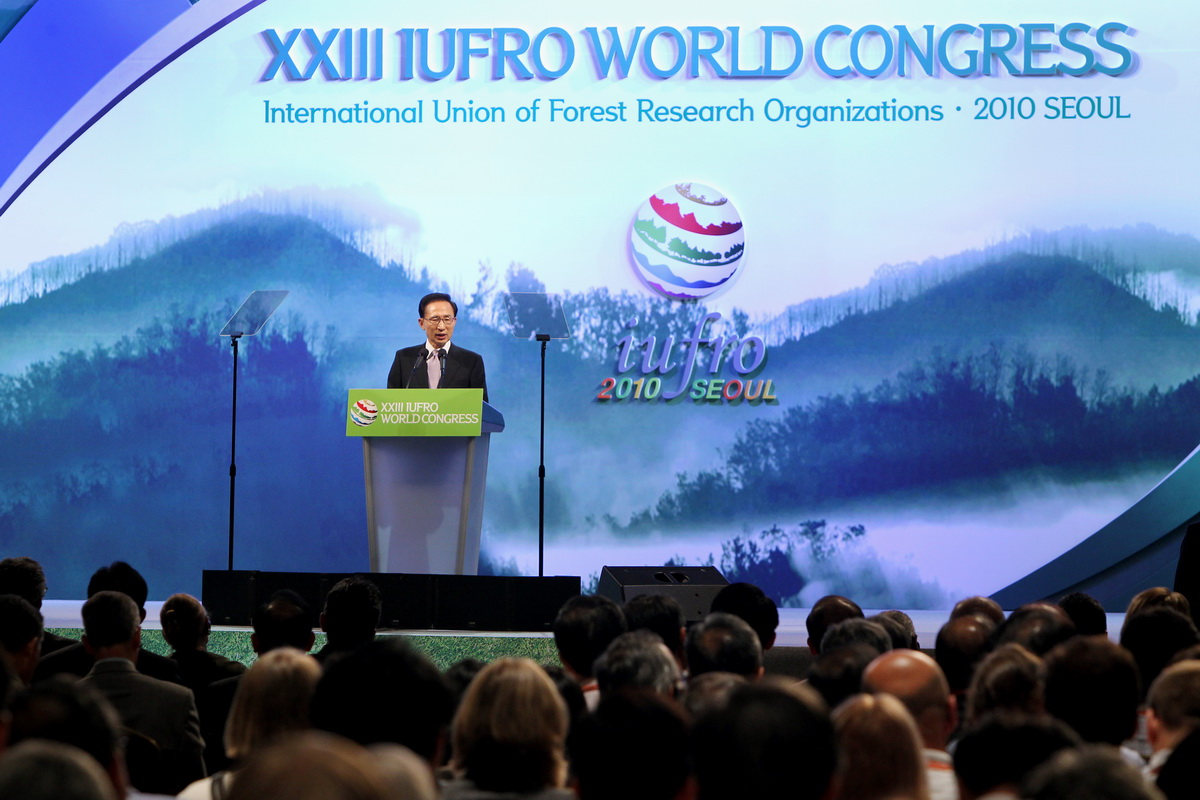

국제임업연구기관연맹(國際林業硏究機關聯盟, International Union of Forestry Research Organization, IUFRO, 유프로)은 1947년 4월 식량 농업 기구(FAO) 주도로 임업과학분야의 국제적 협력 및 이해증진을 도모를 목적으로 설립되었다. 회원국은 112개국이며, 약 700개 기관이 참여하고 있다. 사무국은 오스트리아 빈에 있으며, 총회는 매 4년마다 개최되고 있다.

## 한국과의 관계
대한민국은 국제입업연구기관연맹에 5개 기관이 가입하였다.
- 국립산림과학원
- 서울대학교
- 강원대학교
- 한국목재공학회
- 한국산림과학회